# Деміан
Деміан: Історія молодості Еміля Сінклера — це роман Германа Гессе, вперше опублікований у 1919 році ; у 1960 році додано пролог. Деміан вперше був опублікований під псевдонімом «Еміль Сінклер», ім'ям оповідача оповідання, але пізніше виявилося, що автором є Гессе; десяте видання було першим, що мало його ім'я.

## Сюжет
Еміль Сінклер — хлопчик, що виріс у сім’ї середнього класу, серед того, що називають Шайнвельт, що за грою слів означає «світ світла» або «світ ілюзії». Усе життя Сінклера можна підсумувати як боротьбу між двома світами: виставковим світом ілюзії (пов’язаним з індуїстською концепцією мая) та реальним світом, світом духовної істини (див. Міф про печеру Платона та дуалізм). У супроводі та спонуканні свого таємничого однокласника та друга «Макса Деміана» він відривається від поверхневих ідеалів світу видимості та повстає проти них і зрештою пробуджується до усвідомлення себе. Роман складається з восьми розділів:
1. Два царства
2. Каїн
3. Серед злодіїв
4. Беатріс
5. «Пташка з'являється з яйця»
6. Яків Боротьба
7. Єва
8. Кінець починається

## Персонажі
- Еміль Сінклер — головний герой роману. Сінклер спантеличений тим, яким є і яким буде його життя, тож протягом усього роману шукає наставництва. Йому, як правило, потрібна перевірка старшої особи, і він знаходить наставників: Пісторіус, Деміан і Єва.
- Мати й батько Сінклера є символами безпеки, у яких Сінклер спочатку знаходить притулок, але проти яких він зрештою повстає.
- Франц Кромер — хуліган, через психологічні тортури якого Сінклер зустрічається з Деміаном.
- Макс Деміан — друг дитинства і наставник Сінклера. Деміан веде Сінклера до його самореалізації, і його можна вважати демоном Еміля.
- Альфонс Бек — «саркастичний і лагідний» найстарший хлопчик у пансіоні, куди Сінклер зараховується після конфірмації. Бек другорядний наставник Сінклера, що знайомить Сінклера з радощами та підводними каменями алкоголю.
- Пісторіус – ректор, органіст місцевої церкви та тимчасовий наставник Сінклера. Пісторіус навчає Сінклера, як шукати духовного керівництва всередині себе.
- Фрау Єва — мати Макса Деміана. Вона поступово стає ідеальною характеристикою Сінклера в житті, спочатку в його картинах і видіннях, а потім особисто.

## Вплив Юнга
З 1914 року, якщо не з 1909, Гессе стикався з новим напрямком психоаналізу, що розвивався в німецьких інтелектуальних колах. У 1910-х роках Гессе відчув, що психологічні труднощі, які мучили його з юності, необхідно вирішувати за допомогою психотерапії. У 1916–17 роках він проходив психоаналітичне лікування у Йозефа Ланга, учня Карла Юнга. Завдяки своєму контакту з Лангом і пізніше, у 1921 році, після психоаналізу Юнга, Гессе дуже зацікавився юнгівським аналізом та інтерпретацією. Деміан рясніє як юнгіанськими архетипами, так і юнгіанською символікою. Крім того, психоаналіз допоміг Гессе виявити психологічні проблеми, з якими він зіштовхнувся у молодості, включаючи внутрішню напругу, спричинену конфліктом між власними хтивими інстинктами та суворим моралізаторством його батьків. В Деміані з'являються такі теми, як напівавтобіографічні роздуми про власне дослідження Гессе філософії Юнга. 

## Теми

### Охоплення подвійності
Однією з головних тем є існування протилежних сил та ідея необхідності обох.

### Духовне просвітлення
Роман посилається на ідеї гностицизму, зокрема бога Абраксаса, демонструючи вплив психології Карла Юнга. За словами Гессе, роман є історією юнгіанської індивідуації, процесу пізнання свого несвідомого.

### Жінки в Деміані
У юнгівській інтерпретації Деміана жінки не відіграють життєво важливої ролі, а використовуються як символи жіночого начала. Спочатку Сінклер рівняється на своїх сестер і матір, та навіть служницю. Під час навчання в школі він бачить красиву жінку, яку називає Беатріче, а наприкінці роману, коли Сінклер стає підлітком, він виявляє матір Деміана, фрау Єву. Ці жінки не грають головних ролей в історії, але Гессе використовує їх символічно як грані глибин розуму Сінклера.

## Символи

### Бог Абраксас
Гностичне божество Абраксас використовується як символ у всьому тексті, ідеалізуючи взаємозалежність усього добра і зла у світі. Деміан стверджує, що Єгова, єврейський Бог, є лише одним обличчям Бога; воно панує над усім корисним, але є інша половина світу, і нескінченний бог повинен охоплювати обидві сторони цього світу. Символ Абраксаса виглядає як птах, що звільняється від яйця або земної кулі.

## Коментар
Томас Манн написав передмову до книги в 1947 р.

## Переклади
Роман перекладено багатьма мовами світу. Український переклад виконав Іван Мегела. Він вийшов 2017 року у харківському видавництві «Фоліо».